# Hartselle (Alabama)
Hartselle es una ciudad ubicada en el condado de Morgan en el estado estadounidense de Alabama. En el censo de 2000, su población era de 12 019.

## Demografía
En el 2000 la renta per cápita promedia del hogar era de $ 40.461$, y el ingreso promedio para una familia era de 47.685$. El ingreso per cápita para la localidad era de 20.727$. Los hombres tenían un ingreso per cápita de 40.211$ contra 24.124$ para las mujeres.

## Geografía
Hartselle está situado en 34°26′25″N 86°56′25″O / 34.44028, -86.94028 (34.440383, -86.940385).
Según la Oficina del Censo de los EE. UU., la ciudad tiene un área total de 14.86 millas cuadradas (38.49 km²).